# Axyracrus
Axyracrus là một chi nhện trong họ Anyphaenidae.